# Lettre de cachet

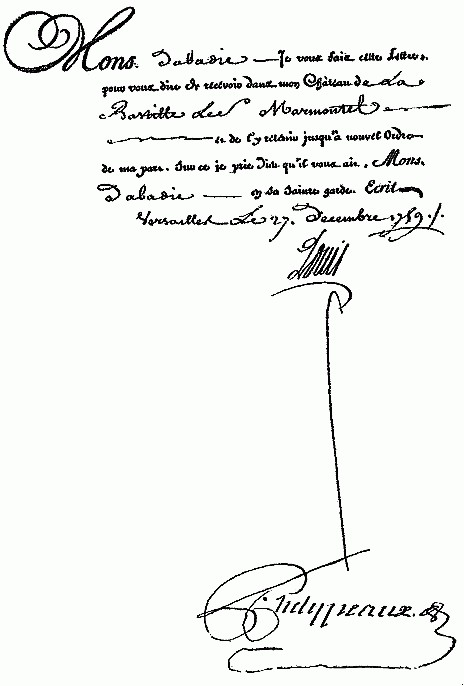
Lettre de cachet uit 1759 ondertekend door Lodewijk XV

Een lettre de cachet is een brief die onder het Franse ancien régime de wil van de koning meedeelde.

## Definitie
Lettres de cachet zijn brieven die met het koninklijk zegel verzegeld werden omdat ze alleen bestemd waren gelezen te worden door de ontvanger. Daardoor zijn ze verschillend van de patentbrieven die openbaar waren en aan ieder tegenstelbaar (naar het latijn 'patere', open zijn). Het gebruikte koninklijk zegel is het "geheimzegel" of "cachet", met het koninklijk wapen, maar kleiner dan het zegel van de grote of kleine kanselarij, dat voor patentbrieven gebruikt werd. Het cachet valt onder bewaring van de Grootkamerheer van Frankrijk.
De lettre de cachet was niet noodzakelijk een disciplinaire maatregel, de brief werd ook gebruikt voor bestuurlijke doeleinden, zoals het rechtstreeks geven van orders aan officieren en de brief aan de Parlementen om de koninklijke edicten te registreren.
In een later stadium werden de lettres de cachet meestal gebruikt om iemand op te laten sluiten (bijvoorbeeld in de Bastille). Bekende gevallen waren de lettre de cachet van Lodewijk XIV aan D'Artagnan, kapitein van de musketiers, om Nicolas Fouquet aan te houden en in verzekerde bewaring te stellen. In vele gevallen vervulden de lettres de cachet een nuttige rol in het opvullen van de vele juridische lacunes, als uitdrukking van het koninklijk rechtvaardigheidsgevoel, of om wrede en onterende straffen opgelegd door de formele justitie of het gewoonterecht om te zetten in meer humane. Zo kon bijvoorbeeld een vrouw die tot de galeien was veroordeeld door een lettre de cachet gewoon naar de gevangenis; gekken of dronkaards werden zonder eigenlijke misdaad (juridisch vacuüm) opgesloten om ze tegen zichzelf te beschermen; incestplegers, die mogelijk onvoldoende bewijskrachtig veroordeeld zouden worden, konden onschadelijk gemaakt worden en een schandalig proces kon vermeden worden (de opsluiting in de koninklijke gevangenis stuitte de vervolging); men kon prostituees laten opsluiten, plegers van persdelicten, jansenisten, op vraag van de familie ook geldverkwisters die dreigden hun gezin aan de bedelstaf te brengen.
Het strafrecht van het ancien régime kende geen gevangenisstraf, maar een heleboel lijfstraffen, en dankzij een lettre de cachet kon men aan de gruwelijke uitvoering ontsnappen.
De lettre de cachet bracht de betrokkene in een koninklijke gevangenis (bijvoorbeeld de comfortabele Bastille, of een afdeling van het Hôpital de la Salpêtrière, in die tijd een armenhuis) en stuitte de verdere rechtsgang en strafuitvoering. De families konden een lettre de cachet aanvragen, maar moesten ook voor de opsluiting betalen. Het gebeurde wel dat, als de opgeslotene niet meer kon betalen of zijn familie niet meer kon of wilde, hij gewoon aan de deur van de gevangenis gezet werd. Voorbeelden van opsluitingen op verzoek van de familie zijn Mirabeau, verkwister en gokker, ter dood veroordeeld wegens ontvoering, op vraag van zijn vader, en ook de markies de Sade op verzoek van zijn schoonfamilie die een onterend proces wegens verkrachting wilde voorkomen.

## Groot en Klein Cachet
Als de koning zelf de lettre de cachet liet versturen heette dat een "grand cachet", bijvoorbeeld in politieke gevallen, zoals de arrestatie in 1650, gedurende de Fronde, van de prins van Condé, diens broer de prins van Conti en de hertog van Longueville door Lodewijk XIV, of het wegsturen van ministers (Maurepas, Choiseul) met verbanning buiten Parijs, onder Lodewijk XV.
De kleine gevallen hadden een administratief karakter en kregen een "klein cachet". Deze "kleine informele rechtspleging" is discreet en efficiënt, vergelijkbaar met jeugd-, snelrecht of bewarende procedures zoals kortgeding.
Er bestonden vijf categorieën :
- waanzin en onverantwoordelijkheid;
- jeugdige wildemannen en meisjes met een slechte levenswandel;
- libertijnen (verkrachters, hoerenlopers, ontuchtplegers);
- om ongelijke huwelijken (tussen adel en het gemeen) te voorkomen;
- een aantal zwaardere delicten

ten gevolge van een lettre de cachet :
- konden de waanzinnigen onbeperkt opgesloten worden ;
- konden de libertijnen tot 2 jaar opgesloten worden;
- kon men diegenen die aan de justitie ontkwamen (vlucht, procedure) toch zware straffen voor bewezen misdaden geven, of onttrekken aan straffen die de familie onteerd zouden hebben.

## Procedure
In Parijs was een bureau des placets om een kleine lettre de cachet te vragen. De archieven van de Bastille bestaan nog steeds.
De procedure was als volgt: de belanghebbenden stuurden aan de koning een gemotiveerd verzoek. Meestal werd dit ingediend door de familie, maar in geval van "publiek schandaal" kon de indiener ook de parochiepastoor zijn, de bisschop, of de plaatselijke heer. Het verzoekschrift werd onderzocht door de luitenant-generaal van politie, of door een intendant die een onderzoek instelde. Dit onderzoek was gewoonlijk langdurig en grondig. Twee hoofdpunten van het onderzoek waren: de juistheid van de feiten en de solvabiliteit van de familie (de opsluiting moest ook betaald kunnen worden).
Tussen 1741 en 1775, werden 20 000 lettres de cachet verstuurd. Het werden er steeds meer met de jaren van de XVIIIe eeuw: 10 per jaar in Bretagne van 1735 tot 1750, daarna 20 tot 40 per jaar van 1778 tot 1789, uitsluitend doordat er meer en meer aanvragen kwamen. De koninklijke rechtspleging werd steeds afkeriger van deze snelrechtprocedure.
Malesherbes, Minister van het Koninklijk Huis, onder Lodewijk XVI probeerde een einde te maken aan de lettres de cachet in 1775, en de toepassingen naar de normale justitie te verwijzen. Zoals vele hervormingen draaide deze ook op niets en Maleherbes nam ontslag. In 1786, schreef baron de Breteuil dan maar strictere regels voor de toepassing uit (circulaire de Breteuil). Mirabeau - opgesloten wegens wangedrag, verspilling en schulden - gaf in 1782 Des Lettres de Cachet et des prisons d'état uit, een aanklacht die hij zelf schreef uit de gevangenis.

## Kwalijke reputatie
De lettre de cachet werd nauwelijks gebruikt voor politieke of staatszaken. Na de Franse Revolutie werd dit juridisch instrument voorgesteld als een toppunt van absolutistisch koninklijk despotisme, maar dat komt niet volledig overeen met de historische werkelijkheid. Hevige kritiek kwam uit de hoek van de Parlementen - de Lettres de Cachet onttrokken rechtszaken aan hun macht, en bovendien werden de lettres gebruikt tegen oproerkraaiende magistraten, onder meer om ze te verbannen. De kwalijke reputatie van de lettres de cachet is een tendentieuze voorstelling die kadert in de rechtvaardiging van de Franse Revolutie, een "zwarte legende".

## Afschaffing
Koning Lodewijk XVI wenste van de Lettres de Cachet - en de aanzwellende kritiek - af te geraken, zonder de voordelen van het juridisch instrument te verliezen. Hij verzocht de Staten-Generaal van 1789 om een oplossing. Een commissie werd gevormd (waarvan Mirabeau lid was) om elk van de gevallen te onderzoeken. De Staten-Generaal, ondertussen omgevormd tot Assemblée Légistative, schafte inderdaad de lettres de cachet af, in een decreet van 1790, en verving ze door gewone opsluiting in verbeteringsgestichten. Wat de gevangenen betreft, die werden meestal niet vrijgelaten, maar door het nieuwe decreet gewoon weer vastgezet, hetgeen aanwijst dat de meesten naar de normen van die tijd terecht vastzaten. De revolutionaire afschaffing betrof het vervangen van de term "Maison de Force" door "Maison d' amelioration", maar die verandering werd nauwelijks gebruikt. De strafmaten bleven dezelfde als die uitgemeten door de circulaire de Breteuil onder Lodewijk XVI. 

Slechts enkele maanden na deze "afschaffing" zou de Franse Revolutie nieuwe vormen van juridische willekeur invoeren, ditmaal bloediger, willekeuriger, en op grotere schaal.
Een aantal opgeslotenen, zoals de oplichter Latude (opgesloten wegen het fabriceren van een bom, en vrijgelaten in 1784), eisten schadevergoedingen, die in het revolutionaire gewoel (1793) gemakkelijk toegekend werden.

De lettres de cachet kenden een tijdelijke terugkeer onder Napoleon.